# John Goldwyn

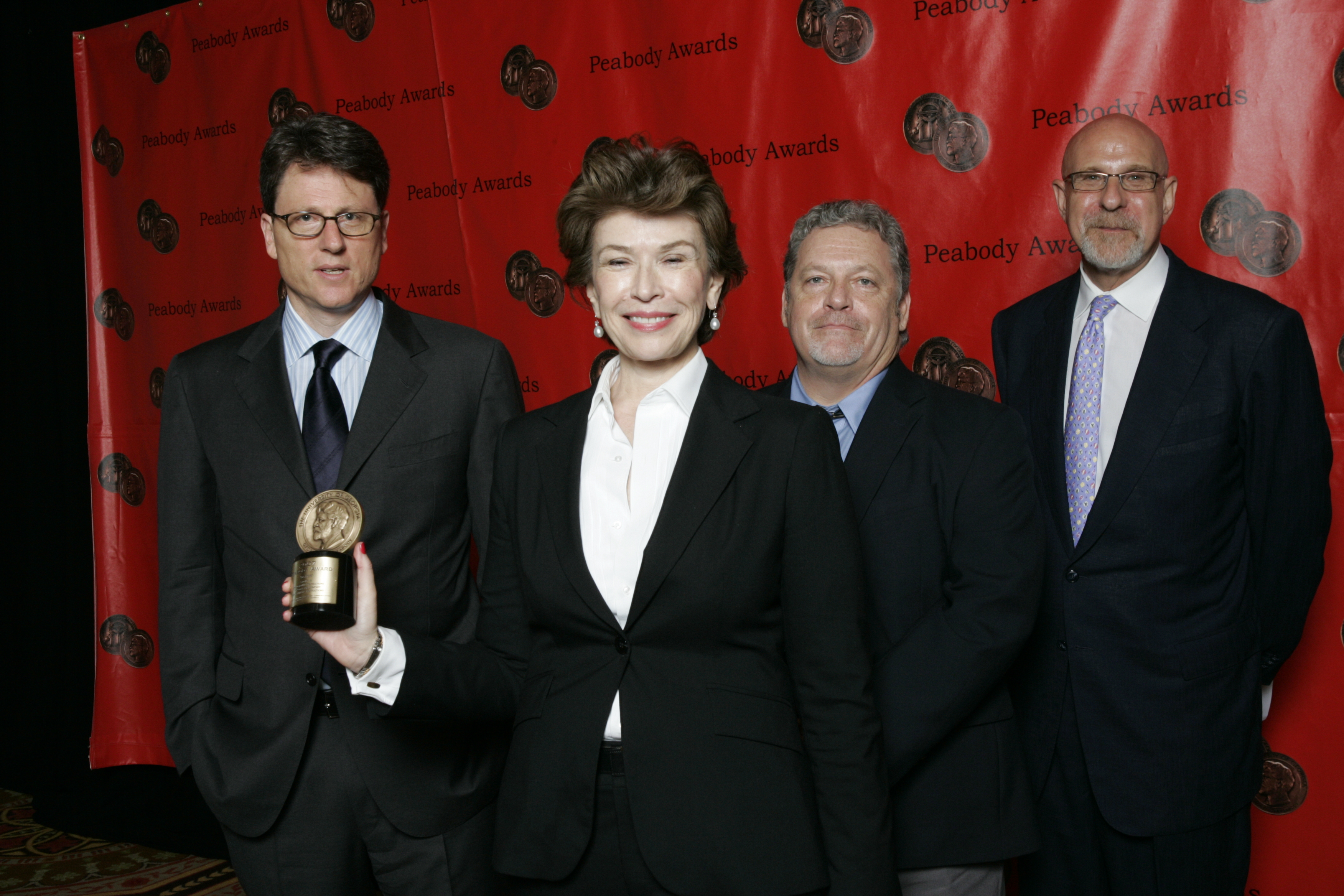
John Goldwyn, Sara Colleton, Jeff Lindsay und Jonathan Estrin beim 67. jährliches Peabody Awards Mittagessen im Waldorf Astoria Hotel New York (2008)

John Goldwyn (* 10. August 1958 in Los Angeles, Kalifornien) ist ein US-amerikanischer Filmproduzent.

## Leben und Karriere
John Goldwyn wurde im August 1958 in Los Angeles im US-Bundesstaat Kalifornien geboren. Er ist der Sohn des Filmproduzenten Samuel Goldwyn junior und seiner Frau, der Film- und Bühnenschauspielerin, Jennifer Howard. Er hat zwei Brüder, den Regisseur und Schauspieler Tony Goldwyn und Francis Goldwyn. Seine väterlichen Großeltern waren der Oscar-Preisträger Samuel Goldwyn und die Schauspielerin Frances Howard. Seine mütterlichen Großeltern waren Sidney Howard, unter anderem Drehbuchautor von Vom Winde verweht, und die Schauspielerin Clare Eames.
1985 war er am zweiten Teil der Police-Academy-Filmreihe, Police Academy – Dümmer als die Polizei erlaubt, als Executive Producer beteiligt. Erst 2007 produzierte er mit I’m Not There, einer Filmbiografie über Bob Dylan, seinen ersten Spielfilm. Im selben Jahr war er zusammen mit Lorne Michaels als Produzent an der Filmkomödie Hot Rod – Mit Vollgas durch die Hölle beteiligt. Es folgten die Filmkomödien Baby Mama (2008), MacGruber (2009) und Unterwegs mit Mum (2012). Von 2006 bis zum Serienende 2013 war er als Executive Producer an der Fernsehserie Dexter beteiligt. 2013 kam der Fantasyfilm Das erstaunliche Leben des Walter Mitty von und mit Ben Stiller in die Kinos, den Goldwyn neben Stiller als einer von insgesamt vier Produzenten produzierte.
Im Dezember 1991 wurde Goldwyn zum „Präsidenten der Produktion für Paramounts Motion Picture Group“ ernannt. 1997 strebte Goldwyn den damals neuen Posten des „Präsidenten, Motion Pictures“ an und schloss letztendlich einen Fünf-Jahre Vertrag. Goldwyn und seine Ex-Frau Colleen Camp haben gemeinsam eine Tochter. Am 30. April 2011 zelebrierten Goldwyn und Hotelier Jeffrey Michael Klein ihre öffentliche Partnerschaft bei einer Zeremonie in Marshall, in Kalifornien. Goldwyns Tochter war die Trauzeugin.

## Filmografie (Auswahl)
Als Produzent
- 2007: I’m Not There
- 2007: Hot Rod – Mit Vollgas durch die Hölle (Hot Rod)
- 2008: Baby Mama
- 2009: MacGruber
- 2013: Das erstaunliche Leben des Walter Mitty (The Secret Life of Walter Mitty)

Als Executive Producer
- 1985: Police Academy 2 – Jetzt geht’s erst richtig los (Police Academy 2: Their First Assignment)
- 2006–2013: Dexter (Fernsehserie)